# Théodore Aubanel
Théodore Aubanel (Avignone, 26 marzo 1829 – Avignone, 2 novembre 1886) è stato un poeta francese in dialetto provenzale.
Esponente, con Frédéric Mistral, Joseph Roumanille e altri, del felibrismo, pubblicò due volumi di versi in cui confluiscono una concezione paganeggiante dell'amore e della natura e una cristiana volontà di dominare l'ossessione dei sensi: La melagrana aperta (La mióugrano entre duberto, 1860), Le vergini d'Avignone (Li fiho d'Avignoun, 1885).
Théodore Aubanel fu anche autore di drammi, tra i quali è notevole soprattutto Il pane del peccato (Lo pan dòu pecat, 1878).